# (4548) Wielen
(4548) Wielen (2538 P-L) – planetoida z grupy pasa głównego asteroid okrążająca Słońce w ciągu 3,46 lat w średniej odległości 2,29 j.a. Odkryta 24 września 1960 roku.